# Aspar Jaelolo
Aspar Jaelolo (* 24. ledna 1992 Palu, Indonésie) je indonéský sportovní lezec, mistr Asie v lezení na rychlost v družstvech.

## Výkony a ocenění
- 2015: mistr Asie (družstva)
- 2016: vicemistr Asie (družstva)
- 2017: mistr Asie (družstva)
- 2013-2017: tři bronzové medaile na mistrovství Asie
- 2017-2018: čtyři medaile ze závodů světového poháru
- 2018: stříbro a bronz na Asijských hrách

### Závodní výsledky
| Obtížnost    | 91 | — |
| Rychlost     | 19 | 9 |
| nejlepší čas |    |   |
| Bouldering   | 97 | — |

| Světový pohár       | Světový pohár | Světový pohár | Světový pohár | Světový pohár | Světový pohár  |
| Rok                 | 2012          | 2013          | 2014          | 2017          | 2018           |
| ------------------- | ------------- | ------------- | ------------- | ------------- | -------------- |
| Rychlost            | 20            | 20            | 17            | 11            | 6              |
| jednotlivě* (1/4/0) | ,4,           | ,16,8,        | ,5,10,        | ,,39          | ,,-,-,-,4,,13, |
| nejlepší čas        |               |               |               |               |                |

* poznámka: nalevo jsou poslední závody v roce
| Asijské hry       | Asijské hry |
| Rok               | 2018        |
| ----------------- | ----------- |
| Rychlost          | 3           |
| nejlepší čas      | 5.651       |
| Družstva rychlost | 2           |

| Mistrovství Asie  | Mistrovství Asie | Mistrovství Asie | Mistrovství Asie | Mistrovství Asie | Mistrovství Asie | Mistrovství Asie |
| Rok               | 2013             | 2014             | 2015             | 2016             | 2017             | 2018             |
| ----------------- | ---------------- | ---------------- | ---------------- | ---------------- | ---------------- | ---------------- |
| Obtížnost         | —                |                  | —                | —                | —                | 32               |
| Rychlost          | 3                | 3                | 7                | 6                | 3                | 3                |
| nejlepší čas      |                  |                  |                  |                  |                  |                  |
| Bouldering        | 18               |                  | —                | —                | —                | 37               |
| Družstva rychlost | —                | —                | 1                | 2                | 1                | —                |
| Kombinace         | —                | —                | —                | —                | —                |                  |